# Maftir
Maftir je úsek Tóry (haftara) čtený při sobotní nebo sváteční židovské bohoslužbě.
Stejným výrazem je zván i muž, který text přednáší.